# Albergue de Auvernia
El Albergue de Auvernia (en maltés: Berġa ta' Alvernja) era un albergue histórico situado en La Valeta, la capital de Malta. Fue construido en el siglo XVI para albergar a los caballeros de la Orden de San Juan de la lengua de Auvernia. Se convirtió en palacio de justicia en el siglo XIX, y permaneció así hasta que fue destruido por un bombardeo aéreo en 1941. Desde la década de 1960 el sitio está ocupado por los Tribunales de Justicia.

## Historia
El Albergue de Auvernia estaba ubicado en la plaza del Gran Sitio dentro de Strada San Giorgio (ahora conocida como calle Republic), frente a la nave de la Concatedral de San Juan. La lengua de Auvernia recibió la autorización para construir el albergue el 8 de junio de 1570 y la obra comenzó a principios de los años 1570. Se completó hacia 1583 y fue diseñado por Girolamo Cassar. Se amplió en 1783, cuando se le incorporó parte de un palacio adyacente del siglo XVI llamado Casa Caccia. El albergue siguió albergando la lengua de Auvernia hasta 1798, cuando la Orden abandonó Malta debido a la ocupación francesa.
En el siglo XIX comenzó a utilizarse como tribunal y juicio, y en algún momento pasó a ser conocido como el Palacio de los Tribunales de Justicia. A partir de 1825, albergó el Tribunale di Pirateria y la Corte di Fallimento, mientras que el gobernador Henry Bouverie trasladó los Tribunales Civiles de Castellania al Albergue de Auvernia en 1840. Los tribunales de jurisdicción penal y la oficina de policía también se trasladaron al auberge en 1853, y se realizaron varias modificaciones en el edificio bajo la dirección del superintendente de Obras Gubernamentales William Lamb Arrowsmith. En 1886, un terremoto provocó daños importantes en el edificio, lo que lo hizo parcialmente inseguro.
En la planta había varios comercios, y ya principios del siglo XX albergaba el Cine Alhambra. El edificio fue incluido en la Lista de Sitios de Históricos de 1925 junto con los otros albergues de La Valeta. El 23 de mayo de 1930, se produjo un intento de asesinato en el albergue, cuando Ġanni Miller le disparó tres veces el primer ministro Gerald Strickland.
El 30 de abril de 1941, durante la Segunda Guerra Mundial, el albergue y la Casa Caccia adyacente fueron alcanzados por una mina alemana con paracaídas y sufrieron graves daños. Posteriormente, los tribunales de justicia se trasladaron a otro lugar fuera de La Valeta, en Balzan en el Palazzo Testaferrata y en un seminario en Floriana, pero en 1943 regresaron a la parte del auberge que aún estaba en pie. Permanecieron allí hasta 1956, cuando el local tuvo que ser desalojado por su estado ruinoso. A partir de 1956, el Tribunal de Magistrados estuvo ubicado en Casa Brunet en 107 Old Bakery Street.
Posteriormente, las ruinas fueron demolidas, y el 5 de mayo de 1965 comenzó a construirse en el lugar un nuevo palacio de justicia con un diseño neoclásico. Fue inaugurado el 9 de enero de 1971. El sitio del pórtico está programado en el grado 3, según una decisión de 2006, ya que algunos restos del albergue pueden permanecer bajo tierra.

## Galería

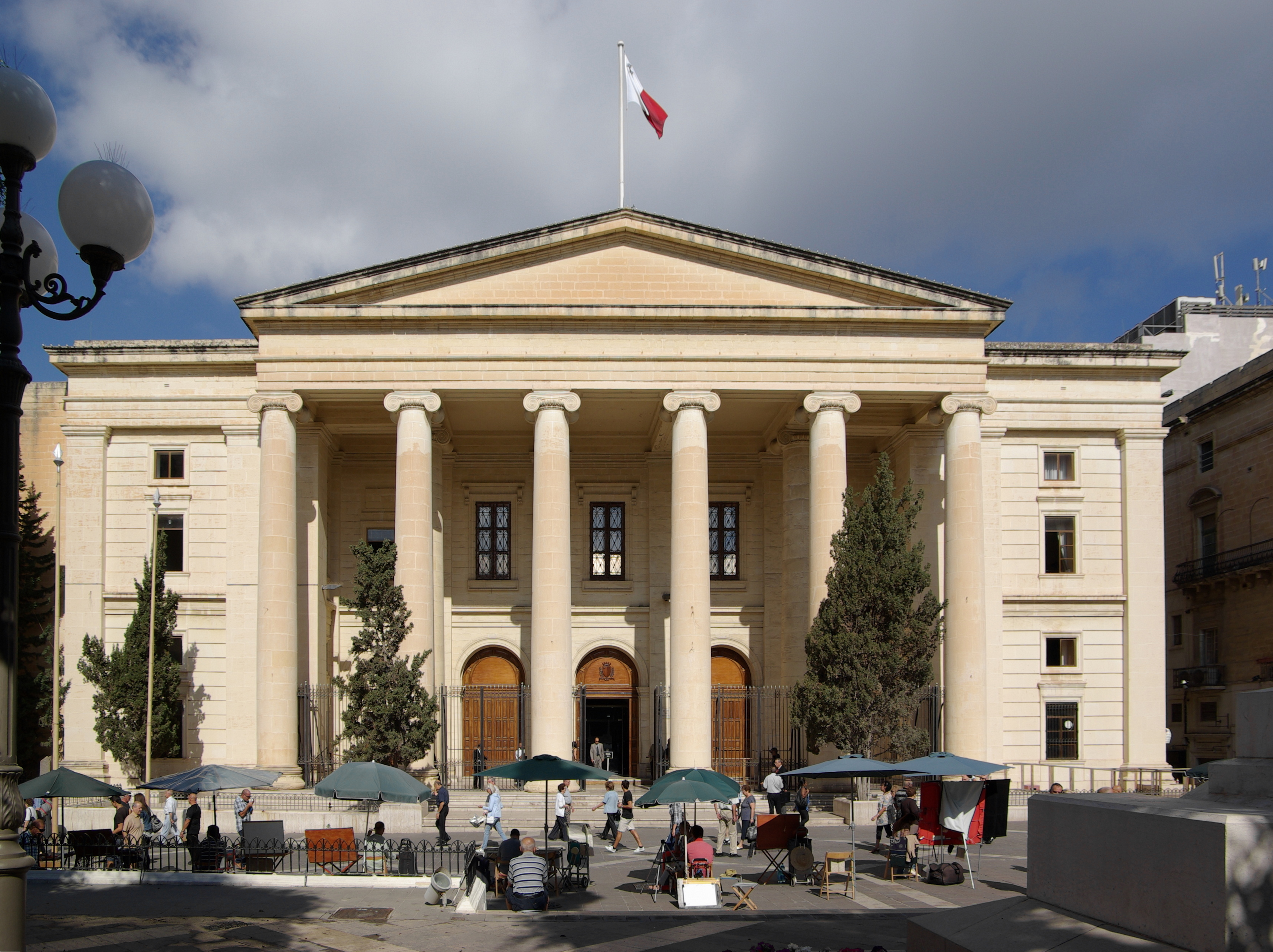
Los Tribunales de Justicia
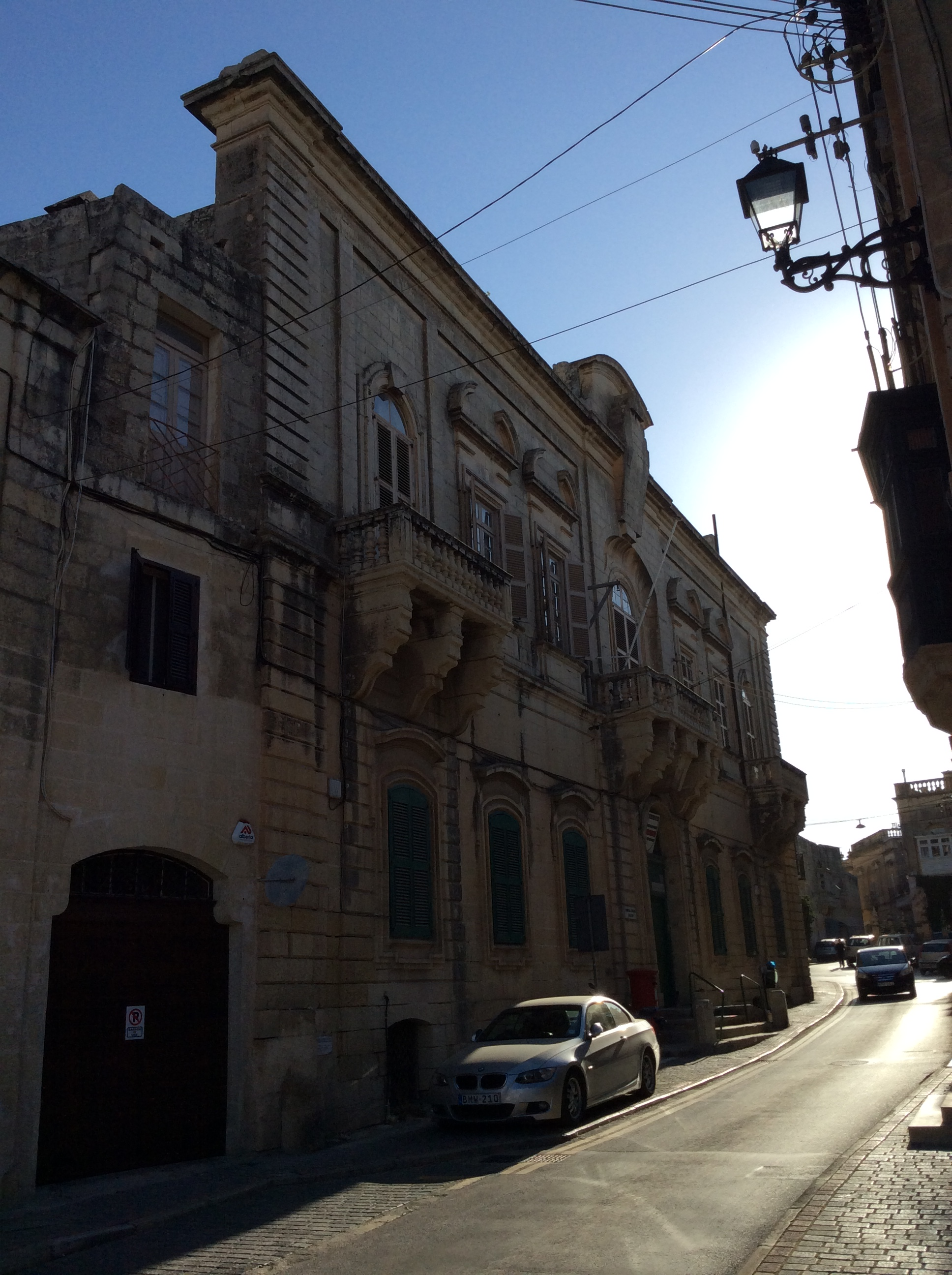
Palacio Testaferrata, Balzán

## Arquitectura
El Albergue de Auvernia fue construido en el estilo manierista, típico de su arquitecto Girolamo Cassar. El edificio originalmente tenía un plano cuadrado con un patio central, y tenía una fachada un tanto sencilla que contenía una entrada ornamentada flanqueada por tres ventanas a cada lado. Los marcos del edificio presentaban rusticaciones similares a las encontradas en el Albergue de Aragón.
Tras la ampliación de 1783, se añadieron tres ventanas más en el lado izquierdo del edificio, y su fachada dejó de ser simétrica.